# Chaetozone maotienae
Chaetozone maotienae är en ringmaskart som beskrevs av José María Alfono Félix Gallardo 1968. Chaetozone maotienae ingår i släktet Chaetozone och familjen Cirratulidae. Inga underarter finns listade i Catalogue of Life.